# Andriej Tichonow (piłkarz)
Andriej Waleriewicz Tichonow (ros. Андрей Валерьевич Тихонов, ur. 16 października 1970 w Korolowie) – rosyjski piłkarz grający na pozycji ofensywnego pomocnika, a czasami napastnika.

## Kariera klubowa
Karierę piłkarską Tichonow rozpoczął w rodzinnym Kaliningradzie, w tamtejszym klubie Wympieł Kaliningrad. Następnie w 1992 roku został piłkarzem grającego w Drugiej Dywizji Tytana Reutow, a w połowie sezonu trafił do Spartaka Moskwa. W 1992 i 1993 roku wywalczył ze Spartakiem swoje dwa pierwsze tytuły mistrza kraju, jednak w zespole z Moskwy pełnił rolę rezerwowego. W sezonie 1994 był już podstawowym zawodnikiem Spartaka i wygrał z nim zarówno rozgrywki ligowe, jak i Pucharu Rosji. W 1996 roku ponownie został mistrzem kraju, a gazeta „Football Weekly” uznała go piłkarzem roku w Rosji. W latach 1997–2000 czterokrotnie z rzędu Tichonow wywalczył tytuł mistrzowski, a w 1998 roku zdobył też swój drugi Puchar Rosji. W 1999 roku Sport-Express uznał go najlepszym piłkarzem Rosji. W Spartaku grał do zakończenia rundy wiosennej sezonu 2000, a łącznie dla Spartaka rozegrał 191 meczów ligowych, w których zdobył 68 bramek.
Latem 2000 roku Tichonow odszedł ze Spartaka do izraelskiego Maccabi Tel Awiw. W pierwszej lidze izraelskiej grał jednak tylko przez pół sezonu występując w 7 spotkaniach i zdobywając jednego gola.
Na początku 2001 roku Tichonow wrócił do Rosji i stał się zawodnikiem Krylji Sowietow Samara. Przez cztery lata był podstawowym zawodnikiem tego zespołu. W sezonie 2004 zajął z nią 3. miejsce w Premier Lidze. W 2005 roku przeszedł do FK Chimki występującego w Pierwszej Dywizji. W 2007 roku, dzięki jego 22 zdobytym golom, drużyna awansowała do Premier Ligi. W 2008 roku Tichonow wrócił do Krylji Sowietow, w której grał przez rok.
Na początku 2009 roku Tichonow podpisał kontrakt z kazachskim Łokomotiwem Astana, w którym występował wraz z byłym partnerem z linii pomocy Spartaka, Jegorem Titowem. W 2010 roku wrócił do Rosji i grał w FK Chimki. W 2011 roku ponownie został zawodnikiem Spartaka. Jeszcze w tym samym roku zakończył karierę.
| Sezon   | Klub                   | Kraj       | Rozgrywki        | Mecze | Bramki |
| ------- | ---------------------- | ---------- | ---------------- | ----- | ------ |
| 1992    | Tytan Reutow           | Rosja      | Wtoroj diwizion  | 15    | 8      |
| 1992    | Spartak Moskwa         | Rosja      | Priemjer-Liga    | 2     | 0      |
| 1993    | Spartak Moskwa         | Rosja      | Priemjer-Liga    | 7     | 2      |
| 1994    | Spartak Moskwa         | Rosja      | Priemjer-Liga    | 20    | 9      |
| 1995    | Spartak Moskwa         | Rosja      | Priemjer-Liga    | 20    | 7      |
| 1996    | Spartak Moskwa         | Rosja      | Priemjer-Liga    | 34    | 16     |
| 1987    | Spartak Moskwa         | Rosja      | Priemjer-Liga    | 24    | 10     |
| 1998    | Spartak Moskwa         | Rosja      | Priemjer-Liga    | 30    | 4      |
| 1999    | Spartak Moskwa         | Rosja      | Priemjer-Liga    | 29    | 19     |
| 2000    | Spartak Moskwa         | Rosja      | Priemjer-Liga    | 25    | 1      |
| 2000/01 | Maccabi Tel Awiw       | Izrael     | Ligat ha’Al      | 7     | 1      |
| 2001    | Krylja Sowietow Samara | Rosja      | Priemjer-Liga    | 29    | 4      |
| 2002    | Krylja Sowietow Samara | Rosja      | Priemjer-Liga    | 17    | 2      |
| 2003    | Krylja Sowietow Samara | Rosja      | Priemjer-Liga    | 29    | 9      |
| 2004    | Krylja Sowietow Samara | Rosja      | Priemjer-Liga    | 23    | 4      |
| 2005    | FK Chimki              | Rosja      | Pierwyj diwizion | 41    | 15     |
| 2006    | FK Chimki              | Rosja      | Pierwyj diwizion | 42    | 22     |
| 2007    | FK Chimki              | Rosja      | Priemjer-Liga    | 28    | 4      |
| 2008    | Krylja Sowietow Samara | Rosja      | Priemjer-Liga    | 28    | 7      |
| 2009    | Łokomotiw Astana       | Kazachstan | Premier Liga     | 25    | 12     |
| 2010    | FK Chimki              | Rosja      | Pierwyj diwizion | 29    | 2      |
| 2010/11 | Spartak Moskwa         | Rosja      | Priemjer-Liga    | 1     | 0      |

## Kariera reprezentacyjna
W reprezentacji Rosji Tichonow zadebiutował 7 lutego 1996 roku w wygranym 2:0 towarzyskim spotkaniu z Maltą. 10 listopada 1996 roku zdobył swojego pierwszego gola dla „Sbornej”, która wygrała w eliminacjach do Mistrzostw Świata we Francji z Luksemburgiem. 4 czerwca 2000 roku rozegrał swoje ostatnie spotkanie w kadrze narodowej, wygrane 1:0 z Mołdawią. Ogółem wystąpił w niej 29 razy zdobywając jednego gola.